# A-5 (Québec)
De A-5 of Autoroute 5 is een korte autosnelweg in Québec, die loopt van Gatineau bij Ottawa naar La Pêche en uiteindelijk naar Wakefield. De weg wordt ook wel Autoroute de la Gatineau genoemd, naar de rivier Gatineau waar de weg langs loopt.

## Geschiedenis
Het eerste deel van de autosnelweg werd geopend in 1964. Dit was de verbinding tussen Ottawa en Gatineau. In 1974 was de weg door Gatineau voltooid. Daarna is de weg verder richting het noorden verlengd. In 1991 werden de eerste acht kilometer geopend. Op 4 december 2009 werd het gedeelte naar Chelsea geopend.  In november 2014 was de weg voltooid tot Wakefield. Een verdere verlenging was niet voorzien. 
A-5 · A-10 · A-13 · A-15 · A-19 · A-20 · A-25 · A-30 · A-31 · A-35 · A-40 · A-50 · A-55 · A-70 · A-73 · A-85
A-410 · A-440 · A-520 · A-540 · A-573 · A-610 · A-640 · A-720 · A-730 · A-740 · A-930 · A-955 · A-973
Voormalige autosnelwegen: A-6 · A-16 · A-18 · A-51 · A-65 · A-415 · A-430 · A-530 · A-550 · A-755 · A-920